# Фийон, Франсуа
Франсуа́ Шарль Арма́н Фийо́н (фр. François Charles Armand Fillon; род. 4 марта 1954, Ле-Ман, Сарта) — французский государственный и политический деятель. Член партии Союз за народное движение. Министр труда Франции в правительстве Жан-Пьера Раффарена с 2002 по 2004 год. Министр образования Франции в правительстве Жан-Пьера Раффарена с 2004 по 2005 год. Премьер-министр Франции с 17 мая 2007 по 10 мая 2012 года (при президенте Николя Саркози).
Фийон — второй по продолжительности пребывания в должности (после Жоржа Помпиду в 1962—1968 годах) из премьер-министров Пятой республики. Он — единственный, кто был премьер-министром Франции на протяжении полного президентского срока.
По итогам внутрипартийных выборов, состоявшихся в ноябре 2016 года, выдвинут «Республиканцами» кандидатом в президенты Республики. В соответствии с результатами социологических опросов на середину декабря 2016 года считался наиболее вероятным победителем выборов главы государства, которые состоялись весной 2017 года, однако после скандала с фиктивным трудоустройством своей жены, Пенелоп Фийон, стремительно потерял лидирующую позицию.

## Биография
Франсуа Фийон родился 4 марта 1954 года в городе Ле-Ман департамента Сарта. В школе был одним из лучших учеников. Всегда отличался социальной активостью и с юношеских лет стал ярым сторонником голлистских идей. Получил хорошее образование.
- 1977 — кандидатский диплом по общественному праву, Университет Париж Декарт, Париж;
- 1977 — кандидатский диплом по политологии Национальный фонд политических наук.

Имеет репутацию англомана. В 1980 году женился на валлийке Пенелопе Кэтрин Кларк (его брат, Пьер Фийон, потом женился на её сестре, Джейн Кларк). У Франсуа Фийона пять детей: дочь Мари и четыре сына — Шарль, Антуан, Эдуард и Арно. В политике с 1976 года.

## Политическая карьера
- 1976 — помощник депутата от департамента Сарта;
- 1978 — заместитель начальника аппарата министра транспорта;
- 1980 — заместитель начальника аппарата министра обороны;
- 1981—1992 — пост вице-президента Генерального Совета департамента Сарта;
- 1982 — начальник службы законодательной и парламентской работы аппарата министра промышленности;
- 1982, 1986, 1988, 1993, 1997, 2002, 2007 и 2012 — избирался депутатом Национальной Ассамблеи;
- 1983—2001 — мэр Коммуны Сабле-сюр-Сарт;
- 1986—1988 — председатель Комиссии по обороне в Национальной Ассамблее;
- 1992—1998 — председатель Генерального Совета департамента Сарта;
- 1993—1995 — министр высшего образования и исследований;
- 1995—1997 — министр информационных технологий и почты, министр-делегат почты, телекоммуникаций и космоса;
- 1997—1999 — секретарь партии Объединение в поддержку республики по делам профсоюзов;
- 1997—1999 — официальный представитель исполнительной комиссии партии Объединение в поддержку республики;
- 1998—2002 — президент регионального совета Страны Луары;
- 1999—2001 — политический советник партии Объединение в поддержку республики;
- 2002—2004 — вице-президент регионального совета Страны Луары;
- 2002—2004 — министр социальных дел, труда и солидарности;
- 2004—2005 — министр национального образования, высшего образования и исследований;
- 2004, 2005 — избрание сенатором от департамента Сарта;
- 2005—2007 — политический советник Николя Саркози, лидера Союза за народное движение;
- 2007 — руководитель избирательной кампании Николя Саркози.

Президент Франции Саркози 17 мая 2007 года подписал указ о назначении Фийона премьер-министром Франции. 18 мая 2007 Фийон объявил состав своего кабинета, в котором 7 женщин и 13 мужчин. 15 министров, 4 государственных секретаря и верховный комиссар. Примечательно, что в правительство вошёл Ален Жюппе, бывший премьер-министр Франции. 18 июня 2007 Фийон подал президенту Саркози прошение об отставке. Саркози принял отставку и поручил Фийону сформировать своё второе правительство.
13 ноября 2010 года Николя Саркози принял отставку Фийона и кабинета министров Франции, а уже на следующий день вновь поручил Ф.Фийону сформировать своё третье правительство.
10 мая 2012 года Франсуа Фийон направил действующему президенту Франции Николя Саркози прошение об отставке правительства после победы социалиста Франсуа Олланда на президентских выборах 2012 года. В этот же день Саркози принял отставку правительства Фийона.

## Первый состав правительства Франсуа Фийона: 18 мая — 18 июня 2007
- Франсуа Фийон — Премьер-министр Франции.

### Министры
- Ален Жюппе — государственный министр, министр экологии, устойчивого развития и обустройства;
- Жан-Луи Борлоо — министр экономики, финансов и занятости;
- Мишель Аллио-Мари — министр внутренних дел, заморских и территориальных общностей;
- Бернар Кушнер — министр иностранных и европейских дел;
- Брис Ортефё — министр иммиграции, интеграции, национальной идентичности и совместного развития;
- Рашида Дати — хранитель печатей, министр юстиции;
- Ксавье Бертран — министр труда, социальные отношений и солидарности;
- Ксавье Даркос — министр национального образования;
- Валери Пекресс — министр высшего образования и исследований;
- Эрве Морен — министр обороны;
- Розлин Башло-Наркен — министр здравоохранения, по делам молодёжи и спорта;
- Кристин Бутен — министр жилищного строительства и города;
- Кристин Лагард — министр сельского хозяйства и рыболовства;
- Кристин Альбанель — министр культуры и коммуникаций — представительница Правительства;
- Эрик Вёрт — министр бюджета, общественного учёта и государственной службы.

### Государственные секретари
- Роже Карутчи — государственный секретарь по связям с парламентом (с Фийоном).
- Эрик Бессон — государственный секретарь по экономическим перспективам и оценке общественной политики (с Фийоном).
- Доминик Буссеро — государственный секретарь транспорта (с Жюппе).
- Жан-Пьер Жуайе — государственный секретарь по европейским делам.

### Верховный Комиссар
- Мартен Ирш — Верховный Комиссар по активной солидарности против коррупции.

## Второй состав правительства Франсуа Фийона: 19 июня 2007 — 13 ноября 2010
- Франсуа Фийон — Премьер-министр Франции.

### Министры
- Жан-Луи Борлоо — государственный министр, министр экологии, устойчивого развития и планирования;
- Кристин Лагард — министр экономики, финансов и занятости;
- Мишель Аллио-Мари — министр внутренних дел, заморских и территориальных общностей;
- Бернар Кушнер — министр иностранных и европейских дел;
- Брис Ортефё — министр иммиграции, интеграции, национальной идентичности и совместного развития;
- Рашида Дати — Хранитель печатей, министр юстиции;
- Ксавье Бертран — министр труда, социальные отношений и солидарности;
- Ксавье Даркос — министр национального образования;
- Валери Пекресс — министр высшего образования и исследований;
- Эрве Морен — министр обороны;
- Розлин Башло-Наркен — министр здравоохранения, по делам молодёжи и спорта;
- Кристин Бутен — министр жилищного строительства и города;
- Мишель Барнье — министр сельского хозяйства и рыболовства;
- Кристин Альбанель — министр культуры и коммуникаций — представительница Правительства;
- Эрик Вёрт — министр бюджета, общественного учёта и государственной службы.

### Государственные секретари
- Роже Карутчи — Государственный секретарь по связям с парламентом (при Фийоне).
- Жан-Пьер Жуайе — Государственный секретарь по европейским делам (при Кушнере).
- Лоран Вокье — Государственный секретарь, Представитель Правительства (при Фийоне).
- Эрик Бессон — Государственный секретарь по экономическим перспективам и оценке общественной политики (при Фийоне).
- Валери Летар — Государственный секретарь по делам солидарности (при Бертране).
- Доминик Буссеро — Государственный секретарь транспорта (при Борлоо).
- Натали Косцюшко-Моризе — Государственный секретарь по экологии (при Борлоо).
- Кристиан Эстрози — Государственный секретарь по делам заморских территорий (при Аллио-Мари).
- Андре Сантини — Государственный секретарь по делам государственных служащих (при Уорте).
- Жан-Мари Бокель — Государственный секретарь по делам сотрудничества и франкофонии (при Кушнере).
- Эрве Новелли — Государственный секретарь по делам компаний и внешней торговли (при Лагард).
- Фадела Амара — Государственный секретарь по делам города (при Бутене).
- Ален Марлё — Государственный секретарь по делам ветеранов (при Морене).
- Рама Яде — Государственный секретарь по иностранным делам и правам человека (при Кушнере).
- Люк Шатель — Государственный секретарь по делам потребителей и туризма (при Лагард).

### Верховный Комиссар
- Мартен Ирш — Верховный Комиссар по активной солидарности против бедности.

### Перетасовки в составе правительства Франсуа Фийона

#### Назначение государственного секретаря по делам спорта
22 октября 2007
- Бернар Лапорт назначен государственным секретарём по делам спорта (при Розлин Башло-Наркен).

#### После муниципальных выборов 2008 года
18 марта 2008

Были перетасованы государственные секретари после муниципальных выборов от 16 марта 2008 года.

##### Новые государственные секретари
- Ив Йего назначен государственным секретарем по делам заграничных территорий (при Мишель Аллио-Мари) заменив Кристиана Эстрози;
- Убер Фалько назначен государственным секретарём по делам развития территории (при Борлоо);
- Надин Морано назначена государственным секретарём по делам семьи (при Бертране);
- Кристиан Бланк назначен государственным секретарём по делам развития «Région Capitale» («Большой Париж») (при Борлоо);
- Анна-Мария Идрак назначена государственным секретарём по делам внешней торговли (при Лагард);
- Ален Жуанде назначен государственным секретарём по делам сотрудничества и франкофонии, заменив Жана-Мари Бокеля (при Кушнере).

##### Изменения сферы полномочий у министров
- Жан-Луи Борлоо — бывший государственный министр, министр экологии, устойчивого развития и обустройства, становится государственным министром, министром экологии, энергетики, устойчивого развития и планирования;
- Кристин Лагард — бывшая министр экономики, финансов и занятости, становится министром экономики, промышленности и занятости;
- Брис Ортефё — бывший министр иммиграции, интеграции, национальной идентичности и совместного развития, становится министром иммиграции, интеграции, национальной идентичности и солидарного развития;
- Ксавье Бертран — бывший министр труда, социальные отношений и солидарности, становится министром труда, социальные отношений, семьи и солидарности;
- Розлин Башло-Наркен — бывшая министр здравоохранения, по делам молодёжи и спорта, становится министром здравоохранения, по делам молодёжи, спорта и ассоциаций.

##### Изменения сферы полномочий у государственных секретарей
- Лоран Вокве бывший представитель правительства, назначен государственным секретарём по делам занятости (при Лагард);
- Люк Шатель бывший государственный секретарь по делам потребителей и туризма назначен государственным секретарём по делам потребителей и промышленности, представителем правительства (при Лагард);
- Эрик Бессон — государственный секретарь по экономическим перспективам и оценке общественной политики теперь также отвечает за развитие цифровой экономики (при Фийоне);
- Жан-Мари Бокель — бывший государственный секретарь по делам сотрудничества и франкофонии (при Кушнере), становится государственным секретарём по делам обороны и ветеранов (при Морене);
- Ален Марлё — бывший государственный секретарь по делам ветеранов (при Морене), становится государственным секретарём по делам местных сообществ (при Аллио-Мари);
- Бернар Лапорт — бывший государственный секретарь по делам спорта, становится государственным секретарём по делам спорта, молодёжи и ассоциаций(при Башло-Наркен);
- Эрве Новелли — бывший государственный секретарь по делам компаний и внешней торговли (при Лагард), становится государственным секретарём по делам торговли, ремёсел, малых и средних компаний, туризма и служб (при Лагард).

#### В декабре 2008 года
- Патрик Деведжан назначен министром при премьер-министре, отвечающим за выполнение плана восстановления[12].
- Брюно Ле Мэр заменяет Жана-Пьера Жуайе в качестве государственного секретаря по европейским делам[13].

#### В январе 2009 года
- Ксавье Бертран становится главой Союза за народное движение[14]
- Брис Ортефё становится министром труда, социальные отношений, солидарности и города, заменив Ксавье Бертрана;
- Эрик Бессон становится министром иммиграции, интеграции, национальной идентичности и солидарного развития;
- Натали Косцюшко-Моризе становится государственным секретарём по экономическим перспективам и развитию цифровой экономики (при Фийоне);
- Кристин Бутен бывшая министр жилищного строительства и города, становится министром жилищного строительства;
- Бернар Лапорт обратно становится государственным секретарём по делам спорта;
- Мартен Ирш становится Верховным Комиссаром по активной солидарности против бедности и Верховным Комиссаром по молодёжи;
- Летар, Амара, Морано теперь государственные секретари при Ортефё;
- Эрик Вёрт теперь отвечает за оценку общественной политики;
- Шанталь Жуанно становится государственным секретарём по делам экологии, заменив Натали Косюшко-Моризе.

#### В июне 2009 года, после европейских Парламентских выборов[15]
- Жан-Луи Борлоо — государственный министр, министр экологии, энергетики, устойчивого развития и моря, отвечает за зелёные технологии и за переговоры по изменению климата;
- Мишель Аллио-Мари — государственный министр, хранитель печатей, министр юстиции и свобод;
- Брис Ортефё — министр внутренних дел, заморских и территориальных общностей
- Ксавье Даркос — министр труда, социальных отношений, по делам семьи и солидарности;
- Эрик Вёрт — министр бюджета, общественного учёта и государственных служащих и государственных реформ;
- Люк Шатель — министр национального образования, представитель правительства;
- Брюно Ле Мэр — министр продовольствия, сельского хозяйства и рыболовства;
- Фредерик Миттеран — министр культуры и связи;
- Мишель Мерсье — министр сельского места и пространственного планирования;
- Анри де Рэнкур — министр парламентских отношений (при Фийоне);
- Кристиан Эстрози — министр промышленности (при Лагард);
- Валери Летар — государственный секретарь (при Борлоо);
- Жан-Мари Бокель — государственный секретарь (при Аллио-Мари);
- Эрве Новелли — государственный секретарь по делам торговли, мастерства, малого и среднего бизнеса, туризма, услуг и прав потребителя (при Лагард);
- Рама Яде — государственный секретарь по делам спорта (при Башло-Наркен);
- Юбер Фалько — государственный секретарь по делам обороны и ветеранов (при Морене);
- Надин Морано — государственный секретарь по делам семьи и солидарности (при Дарко);
- Пьер Леллюш — государственный секретарь по европейским делам (при Кушнере);
- Нора Берра — государственный секретарь о делам пожилых (при Дарко);
- Бену Аппару — государственный секретарь по делам жилья и города (при Борлоо);
- Мари-Люк Пеншар — государственный секретарь по делам заморских территорий (при Ортефё);
- Кристиан Бланк — государственный секретарь по делам развития «Région Capitale» («Большой Париж») (при Фийоне).

Кроме того,
- Бернар Кушнер;
- Кристин Лагард;
- Патрик Деведжан;
- Валери Пекресс;
- Эрве Морен;
- Розлин Башло-Наркен;
- Эрик Бессон;
- Лоран Вокве;
- Натали Косцюшко-Моризе;
- Доминик Буссеро;
- Фадела Амара;
- Ален Марлё;
- Анна-Мария Идрак;
- Ален Жуанде;
- Шанталь Жуанно;
- Мартен Ирш;

сохранили свои тогдашние функции.

#### 22 марта 2010 года после региональных выборов во Франции
После сокрушительного поражения правительственного правого большинства и победы левых партий в 21 из 22 регионов континентальной Франции, в составе правительства Франсуа Фийона 22 марта 2010 года произошли очередные косметические перестановки
- Ксавье Даркос (фр. Xavier Darcos) снят с поста министра труда, солидарности и государственной службы.
- Ему на смену пришёл бывший министр бюджета Эрик Вёрт. (фр. Eric Woerth)[19]
- Франсуа Баруан (фр. François Baroin) выходец из близкого окружения бывшего президента Жака Ширака, занял пост министра бюджета, государственных счетов и реформы государства.[20]
- Марк-Филипп Добрес (фр. Marc-Philippe Daubresse), центрист, занял пост министра по вопросам молодёжи и активной солидарности.[21]
- Жорж Трон (фр. Georges Tron), из окружения бывшего премьер-министра Доминика де Вильпена, занял пост государственного секретаря по вопросам государственной службы.[22]
- Ушёл в отставку Мартен Ирш (фр. Martin Hirsch) — Верховный Комиссар по активной солидарности против бедности

## Третий состав правительства Франсуа Фийона: 14 ноября 2010 — 10 мая 2012
- Франсуа Фийон — Премьер-министр Франции.

### Министры
- Ален Жюппе — государственный министр, министр обороны и по делам ветеранов;
- Мишель Аллио-Мари — государственный министр, министр иностранных и европейских дел;
- Натали Костюшко-Моризе — министр экологии, устойчивого развития, транспорта и жилищного строительства;
- Мишель Мерсье — хранитель печатей, министр юстиции и свобод;
- Брис Ортефё — министр внутренних дел, заморских территорий, местных органов власти и иммиграции;
- Кристина Лагард — министр экономики, финансов и промышленности;
- Ксавье Бертран — министр труда, занятости и здравоохранения;
- Люк Шатель — министр национального образования, по делам молодёжи и общественной жизни;
- Франсуа Баруан — министр бюджета, государственных счетов, государственной службы и государственной реформы, пресс-секретарь правительства;
- Валери Пекресс — министр высшего образования и научных исследований;
- Брюно Ле Мэр — министр сельского хозяйства, продовольствия, рыболовства, сельского и регионального планирования;
- Фредерик Миттеран — министр культуры и массовых коммуникаций;
- Розлин Башло-Наркен — министр солидарности и социальной сплоченности;
- Морис Леруа — министр города;
- Шанталь Жуанно — министр спорта.

### Министр при премьер-министре
- Патрик Оллье — министр по связям с парламентом;

### Младшие министры
- Эрик Бессон — министр промышленности, энергетики и цифровой экономики (при Лагард);
- Анри де Райнкур — министр по вопросам сотрудничества (при Аллио-Мари);
- Филипп Ришер — министр по делам местных органов власти (при Ортефё);
- Лоран Вокьез — министр по европейским делам (при Аллио-Мари);
- Надин Морано — министр по делам обучения и профессионального образования (при Бертране);
- Мари-Люк Пеншар — министр по делам заморских территорий (при Ортефё).

### Государственные секретари
- Пьер Леллюш — государственный секретарь по внешней торговле (при Лагард);
- Нора Берра — государственный секретарь по вопросам здравоохранения (при Бертране);
- Бенуа Аппару — государственный секретарь по жилищным вопросам (при Костюшко-Моризе);
- Жорж Трон — государственный секретарь по вопросам государственной службы (при Баруане);
- Мари-Анн Моншам — государственный секретарь по вопросам социальной сплоченности (при Башло-Наркен);
- Тьерри Мариани — государственный секретарь по вопросам транспорта (с Костюшко-Моризе);
- Фредерик Лефевр — государственный секретарь по вопросам торговли, ремесел, малого и среднего бизнеса, туризма, услуг, профессий и по делам потребителей (при Лагард).
- Жаннетт Буграб — государственный секретарь по вопросам молодёжи и общественной жизни (при Шатель).

### Перетасовки в составе правительства Франсуа Фийона

#### Февраль 2011 года
27 февраля 2011 года, после нескольких последовательных споров, государственный министр и министр иностранных дел Франции Мишель Аллио-Мари уходит в отставку. Она была министром без перерыва с мая 2002 года. Пост министра иностранных дел при сохранении поста государственного министра занял Ален Жюппе, бывший до этого министром обороны и по делам ветеранов. В свою очередь его пост занял Жерар Лонге — председатель группы Союз за народное движение в Сенате.
Брис Ортефё, тем временем, покинул правительство, и генеральный секретарь Елисейского дворца, Клод Геан, взял на себя министерство внутренних дел.

#### Май 2011 года
29 мая 2011 года, государственный секретарь по вопросам государственной службы, Жорж Трон, обвиненный в сексуальных домогательствах, подал в отставку из правительства. Баруан — министра бюджета — взял на себя портфель своего бывшего госсекретаря.

#### Июнь 2011 года
После назначения Кристины Лагард в Международный валютный фонд (МВФ) принято решение о перестановках в правительстве. Франсуа Баруан заменил Лагард на посту министра экономики, финансов и промышленности, тогда как его самого заменила Валери Пекресс. Лоран Вокьез был назначен министром высшего образования и научных исследований. Тьерри Мариани до сих пор видит своё место перехода с поста государственного секретаря при министре транспорта.
Новички войдут в правительство, два центриста: Франсуа Соваде — министр по вопросам государственной службы (во главе конкретного министерства), вакантный после отставки Жоржа Трона месяцем ранее, и Жан Леонетти — министр по европейским делам.
Наконец, Клод Греф, Давид Дуйе и Марк Лаффинёр вошли в правительство, соответственно, на посты государственного секретаря по делам семьи, государственного секретаря по вопросам французских граждан за рубежом и государственного секретаря при министре обороны и по делам ветеранов.

#### Сентябрь 2011 года
26 сентября 2011 года Шанталь Жуанно вышла из правительства ввиду избрания её в Сенат Франции, и портфель министра спорта получил Давид Дуйе.

## Особенности роли Премьера (2007—2012)
Николя Саркози существенно изменил порядок взаимодействия президента и премьер-министра, лишив на деле последнего его традиционных функций и влияния. А Фийона даже называли «фантомным» Премьером. Сам Саркози обозначил его в качестве «сотрудника», вызвав неудовольствие Фийона. Одновременно с этим резко возрастает влияние на государственные дела Генерального секретаря Елисейского дворца (администрации Президента) Клода Геана (фр. Claude Guéant, правой руки Саркози с 2000 года, и пула советников Президента — они контролировали деятельность «профильных» министров, а Геан становится чуть ли не вторым лицом в стране после Николя Саркози, его «серым кардиналом».
В принципе, Саркози с Фийоном образовали эффективный тандем, в котором взаимно уравновешивали присущие им достоинства и недостатки. Однако личные отношения между ними по-прежнему остаются крайне напряженными.
Из-за крайне низких рейтингов популярности Саркози и, напротив, широкой общественной поддержкой Фийона, Саркози в ходе реорганизации Правительства 14 ноября 2010 года был вынужден сохранить Фийона на посту Премьер-министра. Впоследствии его влияние существенно изменилось, он стал «истинным» премьер-министром. При этом Клод Геан, по настоянию Саркози, был назначен министром внутренних дел в правительстве Фийона. Напротив, «начальник штаба» Елисейского дворца занял технократ Ксавье Муска, шерпа Президента в G8/G20.

## Кабинет (рабочий аппарат) Премьер-министра

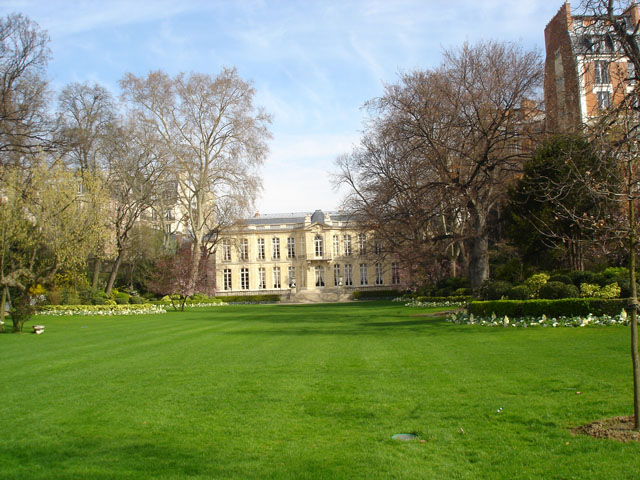
Парк дворца Матиньон

У Премьер-министра имеется свой значительный кабинет (или рабочий аппарат), состоящий из советников и референтов, которым руководит Директор кабинета Премьер-министра. В 2007—2012 года этот пост занимал выпускник ЭНА и советник Государственного совета Жан-Поль Фожер (фр. Jean-Paul Faugère).

## Дальнейшая политическая карьера
Несмотря на личные разногласия, Фийон подчеркивал свою полную лояльность в отношении Саркози и заявлял об отсутствии президентских амбиций в 2012 году. Однако как сообщали СМИ, Франсуа Фийон высказал намерение баллотироваться на парламентских выборах в 2012 года от Парижа, чтобы в 2014 году стать мэром Парижа. На всеобщих выборах 2012 года был избран депутатом от Парижа. Кроме того, 9 мая 2013 Франсуа Фийон, наряду с бывшим генеральным секретарем партии «Союз за народное движение» Жаном-Франсуа Копе, решил принять участие во внутрипартийных выборах «Республиканцев» и их союзников 20 и 27 ноября 2016, определяющих единого кандидата от правых и центристов на пост Президента в 2017 году. Большую часть предвыборной гонки занимал третье место в опросах, уступая фавориту Алену Жюппе и Николя Саркози, но к 15 ноября, по данным OpinionWay, сравнялся с экс-президентом (у обоих в первом туре по 25 % при 33 % у Жюппе). При этом во втором туре, согласно тому же исследованию, Фийон одержал бы верх и над Саркози (63 % против 37 %), и над мэром Бордо (57 % против 43 %).
Фийон стал кандидатом правоцентристов, но его президентская кампания прошла под знаком обвинений в фиктивном найме на должность парламентского помощника собственной жены — Пенелопы Фийон (руководитель кампании Флоранс Портелли назвала массированные обвинения прессы заговором). В первом туре голосования Фийон получил 20 % голосов, оставшись на третьем месте, и выбыл из дальнейшей борьбы.
19 ноября 2017 года Фийон отошёл от руководства аналитическим центром «Республиканская сила», который основал в 2002 году (новым председателем ассоциации стал Брюно Ретайо.

## Процесс по делу Фийона
24 февраля 2017 года Национальная финансовая прокуратура начала расследование против Фийона по подозрению в незаконном найме парламентских помощников, а 14 марта 2017 года Фийону были предъявлены обвинения в хищении госсредств и мошенничестве с отягчающими обстоятельствами. С 24 февраля по 11 марта 2020 года продолжался судебный процесс, и 29 июня 2020 года оглашён приговор в первой инстанции, согласно которому Фийон осуждён на пять лет лишения свободы, из которых два года он должен провести в реальном заключении, а три — в условном заключении, а его жена — на три года условно. Также Фийону и его жене были назначены штрафы по 375 тыс. евро. Бывший работодатель Пенелопы и экс-заместитель Франсуа Фийона Марк Жуло приговорен к трём годам лишения свободы условно. Работодатель Пенелопы Фийон в Revue des Deux Mondes Марк Ладрейт де Лашарриер указал, что предоставил Пенелопе Фийон чрезмерное, а затем фиктивное вознаграждение от Revue des Deux Mondes. Он был приговорён к восьми месяцам лишения свободы условно и штрафу в размере 375 000 евро. Фийон обжалует приговор. При этом 10 июня 2020 года бывший национальный прокурор по финансовым делам Элен Улетт дала показания комиссии Национального собрания по расследованию препятствования независимости судебной власти, что уголовное дело против Фийона она возбудила в 2017 году под сильным политическим давлением. Как отмечает «Пуан», бывший прокурор сама убедилась в необходимости следствия.

## Политические взгляды
В политическом спектре располагается справа, являясь консерватором в социальном плане и либерал-реформатором в экономическом. Тем не менее, был одним из немногих правых парламентариев, поддержавших отмену смертной казни в 1981 году. С начала 2010-х годов Фийон декларирует желание модифицировать договоры ЕС с целью большей экономической интеграции его участников. В частности, на конференции 21 марта 2013 в Москве выступил сторонником конфедерации Франции и Германии и усиления зоны евро. Тогда же призвал к политическому и экономическому сотрудничеству с Россией и к признанию за ней «европейского статуса» в свете её исторической, культурной, географической и экономической близости к Европе, в то же время не видя её в составе Европейского Союза. В 2013 году заявил, что во Франции слишком много иммигрантов, и страна не может принять всех желающих. В свете данной проблемы, выступил с идеей о ежегодном голосовании в Парламенте, определяющем ограничение на количество приезжих и квоты для определённых регионов мира. Первоначально призывал голосовать против Национального фронта в случае дуэли с левыми, но затем перешёл к более популярной у электоральной базы республиканцев политике ni-ni (отказ поддержки как левых, так и крайне правых). Помимо вышеизложенного, выступал за увеличение пенсионного возраста до 65 лет, отмену моратория на добычу сланцевого газа и против однополых браков.

## После ухода из политики
Распоряжением правительства Российской Федерации от 10 июня 2021 года № 1554-р Фийон выдвинут в число кандидатов для избрания в качестве представителей Российской Федерации в совете директоров акционерного общества «Зарубежнефть». В своём сообщении об этом событии газета Le Monde сделала акцент на двух обстоятельствах: 100 % акций «Зарубежнефти» принадлежит российскому государству, а Фийон в тексте распоряжения назван «президентом компании Apteras» — консалтинговой фирмы, созданной им в 2017 году, которая уже сотрудничает с французскими компаниями, работающими в России.
В июле и декабре 2021 года вошёл в совет директоров «Зарубежнефти» и «Сибура». 25 февраля 2022 года на фоне российского вторжения на Украину вышел из советов директоров обеих компаний.

## Личные интересы
Знаток литературного творчества Шатобриана. Занимается альпинизмом и горными лыжами. Любит велотуризм. С детства увлекается автогонками. Неоднократный участник и организатор гонок «Ле-Ман 24 часа». В 1990-е года участвовал в «Формуле-3000».